# دالة متسامية
في الرياضيات، الدالة المتسامية أو الدالة اللاجبرية (بالإنجليزية: Transcendental function)‏ هي دالة غير جبرية. سميت بالمتسامية لإنها «تتسامى» على الجبر فلا يمكن تمثيلها بعدد محدود من كثيرات الحدود. ومن أمثلة الدوال المتسامية الدوال الزائدية والمثلثية والأسية وكذلك اللوغاريتم ومعكوساتهم وكل دالة ليست متسامية فهي جبرية.

## أمثلة على الدوال المتسامية
مجموعة أمثلة على الدوال المتسامية.
{\displaystyle f_{1}(x)=x^{\pi }\ }
{\displaystyle f_{2}(x)=c^{x},\ c\neq 0,1}
{\displaystyle f_{3}(x)=x^{x}\ }
{\displaystyle f_{4}(x)=x^{\frac {1}{x}}\ }
{\displaystyle f_{5}(x)=\log _{c}x,\ c\neq 0,1}

## طالع أيضًا
- معادلة متسامية
- دالة تحليلية
- دالة عقدية
- دالة معممة
- دالة خاصة